# Scroto

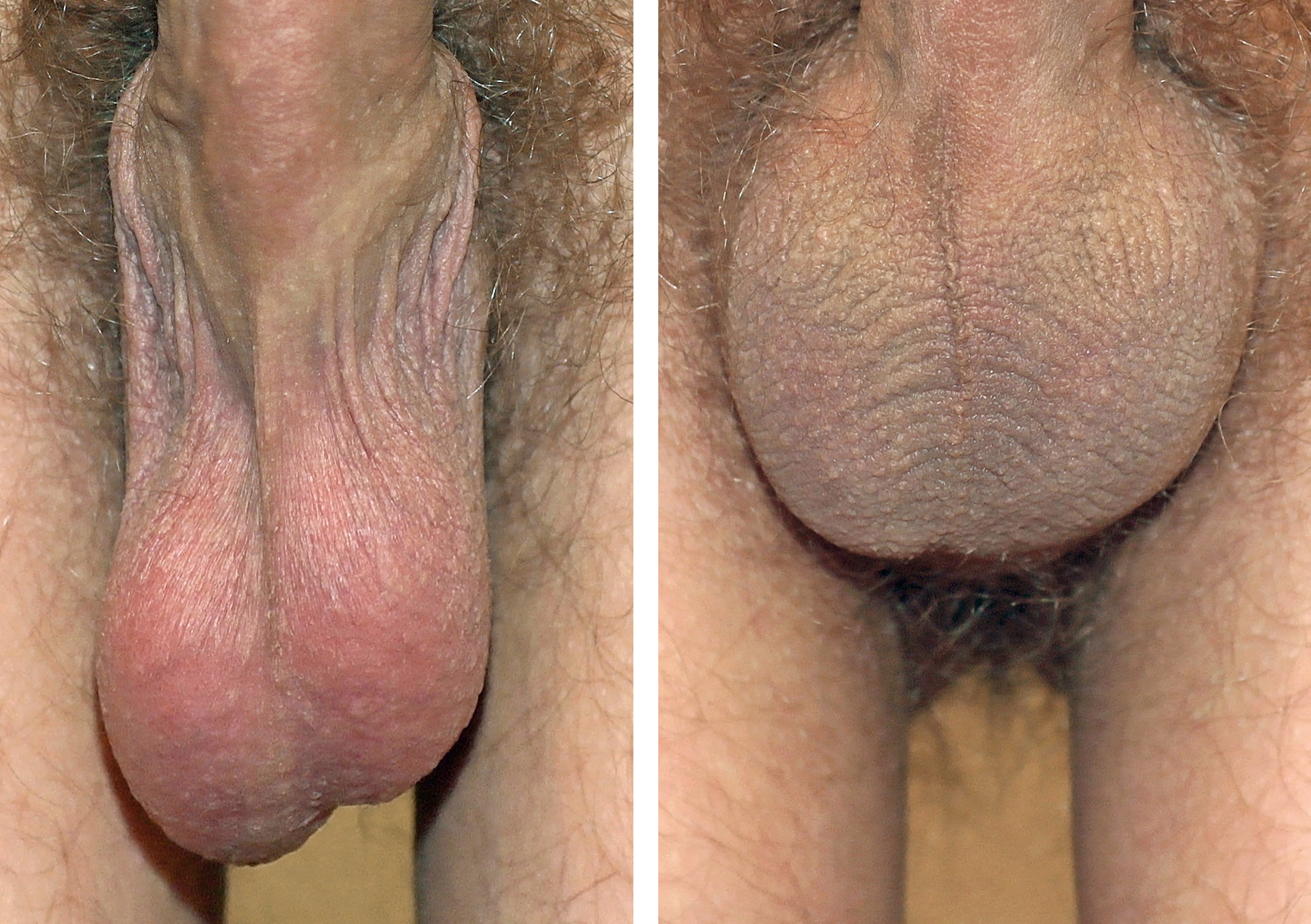
Uno scroto umano rilassato per favorire l'abbassamento di temperatura dei testicoli (a sinistra) e contratto per minimizzare la perdita di calore / in stato di eccitazione (a destra)

Lo scroto, o sacca scrotale o coglia, è la sacca che racchiude i testicoli, gli epididimi, e la parte iniziale del funicolo spermatico. È sito fra la radice delle cosce, sotto la sinfisi pubica, dietro la radice del pene.

## Caratteristiche macroscopiche

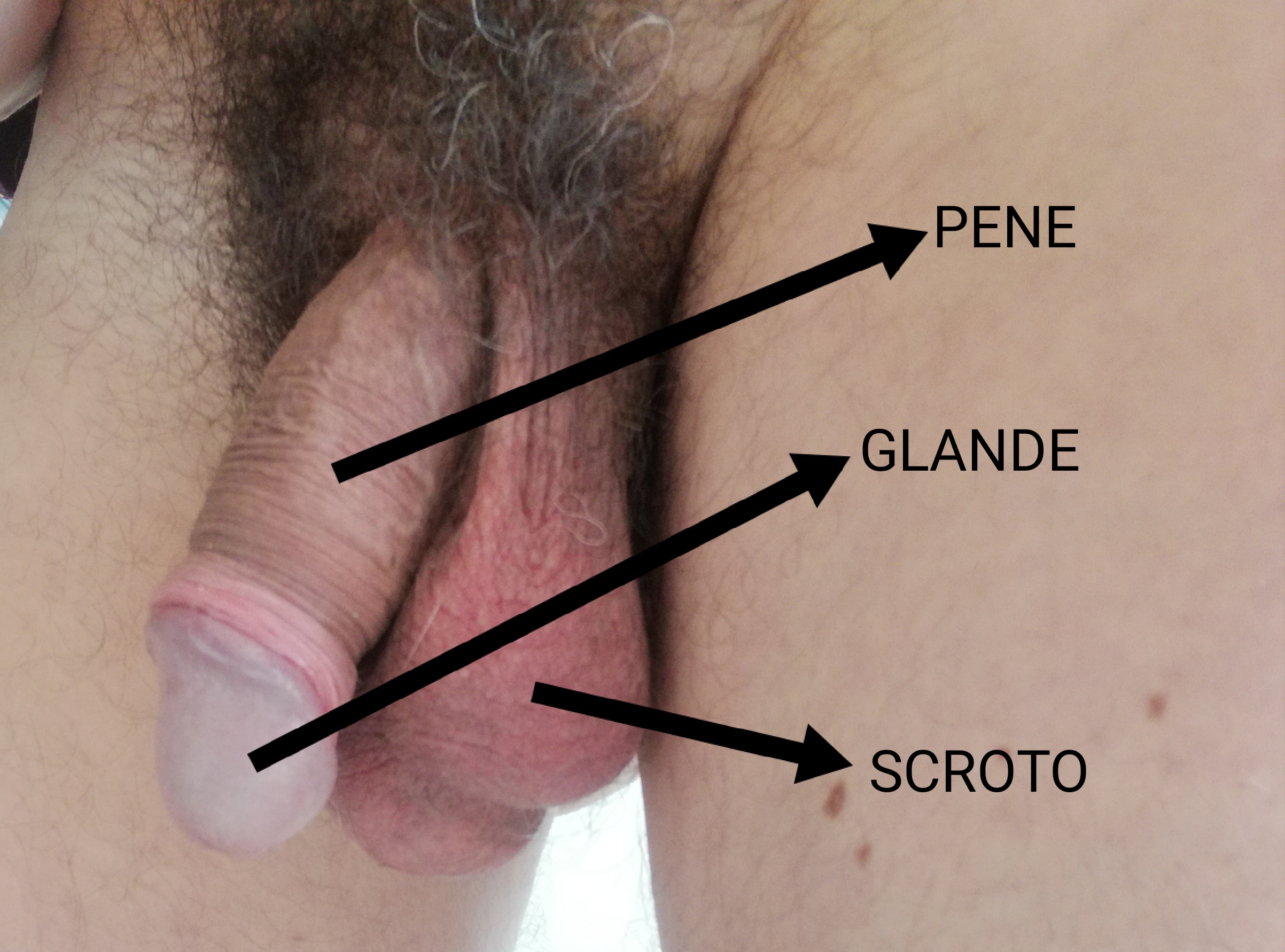
Organi genitali esterni maschili umani

È suddiviso in due cavità (destra e sinistra) tramite un setto mediano, e appare come una voluminosa sporgenza che mostra un'estremità inferiore detta fondo, slargata e libera, e una superiore o radice, più ristretta e aderente alla superficie del pube. 
La forma e le dimensioni dello scroto variano a seconda dell'età e di fattori come la temperatura, svariati stati emotivi e malattie. Nel bambino appare globoso e consistente, si allunga nell'adulto divenendo ovoidale per poi manifestarsi piriforme e flaccido nell'anziano. Nel giovane tende ad allungarsi a causa di febbre, malattie debilitanti o alta temperatura ambientale al fine di preservare la temperatura ottimale per fare avvenire la spermatogenesi, inferiore rispetto a quella normale dell'organismo; invece in caso di bassa temperatura ambientale la borsa scrotale tende a ritrarsi. In generale la metà sinistra della sacca è più allungata a causa dell'asimmetria di posizione dei due testicoli.
Sulla superficie esterna, lungo la linea mediana, si nota una sottile cresta longitudinale, detta rafe, la quale continua in avanti sulla faccia dorsale del pene, e indietro lungo il perineo fino all'ano. Il rafe corrisponde alla parte superficiale del setto scrotale.
La somministrazione di testosterone prolungata nel tempo causa una restrizione dello scroto causata dall'interruzione della produzione naturale del testosterone stesso. Alcuni atleti che abusano di simili prodotti, potranno vedersi ridimensionare la borsa scrotale in modo irreversibile e drammatico.

## Irrorazione
- Arterie: derivano dalle arterie pudende esterne e perineali superficiali; gli strati interni della parete scrotale sono raggiunti da rami delle spermatiche esterne e delle epigastriche inferiori.
- Vene: nell'ambito della parete si forma una ricca rete capillare che dà origine a tronchi venosi satelliti delle arterie che si portano alle vene safene, alle vene femorali e alle vene pudende interne.
- Vasi linfatici: fanno capo ai linfonodi inguinali superficiali del gruppo superomediale.

## Innervazione
Lo scroto è innervato dai nervi scrotali anteriori, che derivano dal nervo spermatico esterno, ramo del nervo genitofemorale, e dal ramo genitale del nervo ileoinguinale. Consideriamo poi i nervi scrotali posteriori, originati dal nervo perineale superficiale e infine i nervi scrotali inferiori, provenienti dai rami perineali del nervo femorocutaneo posteriore. La parete interna dello scroto ha inoltre un'innervazione ortosimpatica e parasimpatica satellite dei vasi sanguigni, mentre il muscolo cremastere è innervato dal nervo spermatico esterno.

## Struttura
La parete è formata da:
- Cute sottile ed elastica, pigmentata e ricoperta di peli ricci e radi. A livello del rafe si notano alcune pliche trasversali che aumentano a scroto contratto e scompaiono a scroto disteso. Il derma è ricco di ghiandole sudoripare e sebacee.
- Sottocutaneo diviso in due strati dalla fascia superficiale, lo strato superficiale è detto tonaca dartos e presenta fibrocellule muscolari lisce (muscolo dartos), fibre collagene ed elastiche, lo strato profondo del sottocutaneo è detto sottodartoico e funge da piano di scorrimento della cute sugli strati sottostanti.
- Fascia cremasterica, muscolo cremastere e tonaca vaginale comune sono la continuazione delle formazioni analoghe presenti nel funicolo spermatico.
- Il setto scrotale è composto da tutti gli strati della parete scrotale eccetto la cute.